# Nemoria punctilinea
Nemoria punctilinea là một loài bướm đêm trong họ Geometridae.